# Gert Fröbe

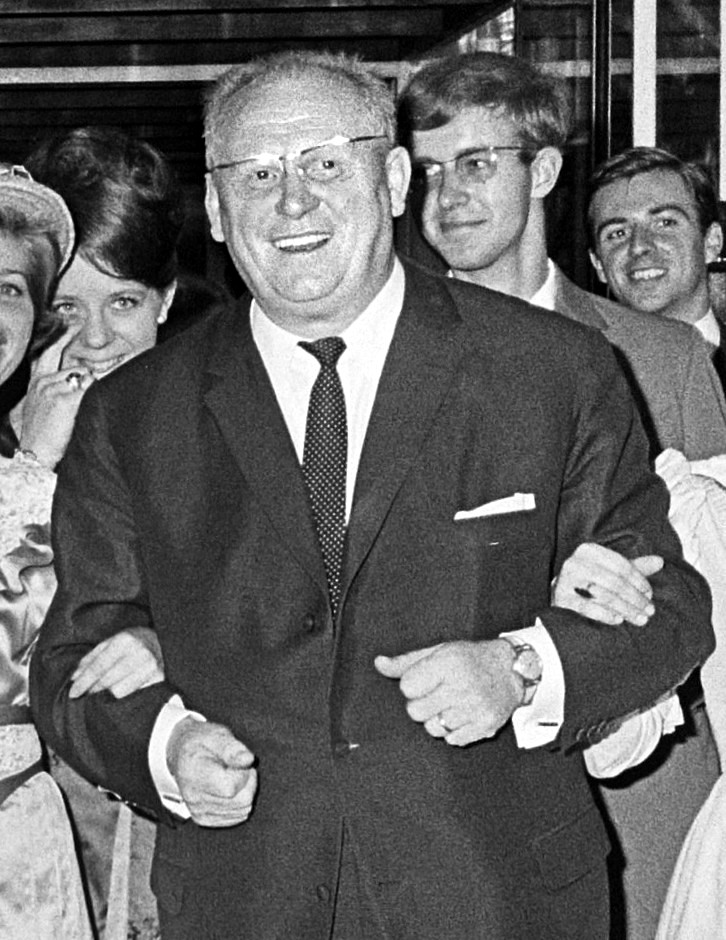
Gert Fröbe auf der Premierenfeier der Die tollkühnen Männer in ihren fliegenden Kisten (1965)

Karl Gerhart „Gert“ Fröbe (* 25. Februar 1913 in Oberplanitz bei Zwickau; † 5. September 1988 in München) war ein deutscher Schauspieler. Fröbe gilt als einer der bedeutendsten deutschen Charakterdarsteller des 20. Jahrhunderts. Er wirkte auch in vielen internationalen Produktionen mit. Berühmtheit erlangte der Schauspieler in der Rolle des Kindermörders in dem Krimiklassiker Es geschah am hellichten Tag von 1958 und als Schurke Auric Goldfinger im Film James Bond 007 – Goldfinger von 1964.

## Leben

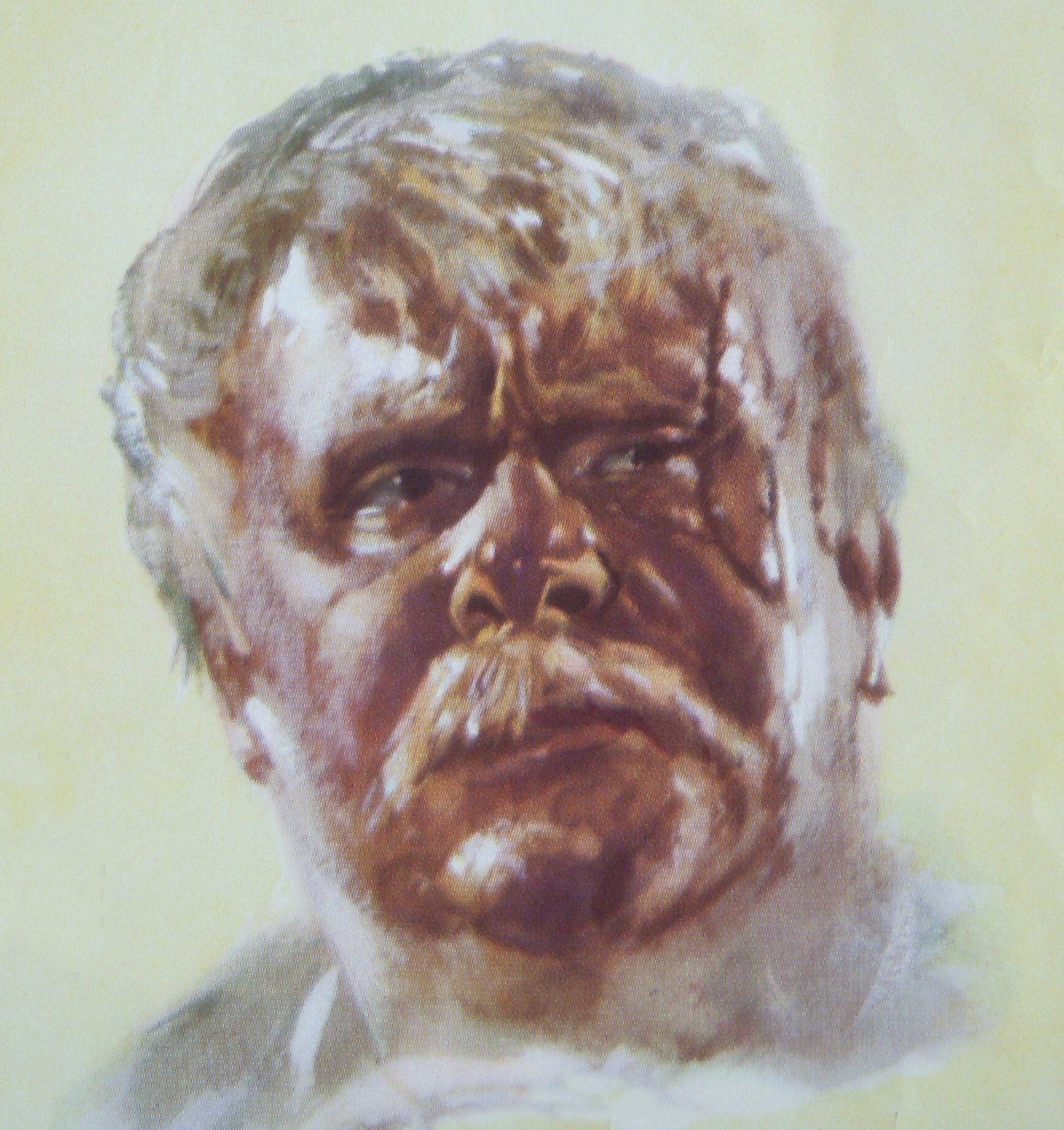
Gert Fröbe als der alte Dag im Film Und ewig singen die Wälder; Illustration von Helmuth Ellgaard, 1959

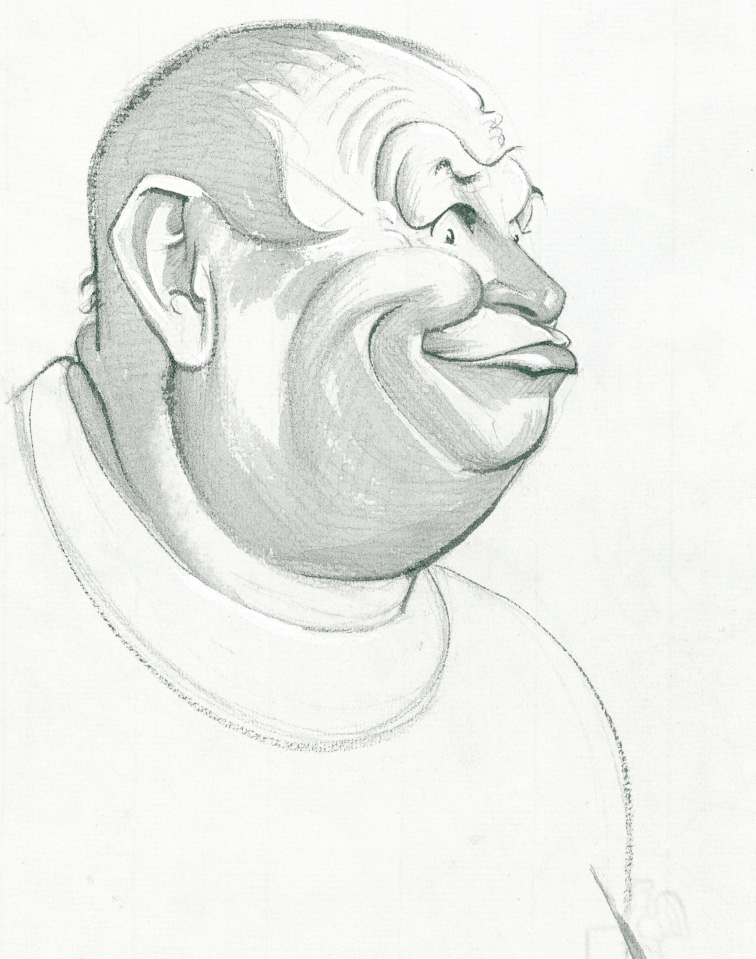
Fröbe-Karikatur von Hans Pfannmüller, 1976

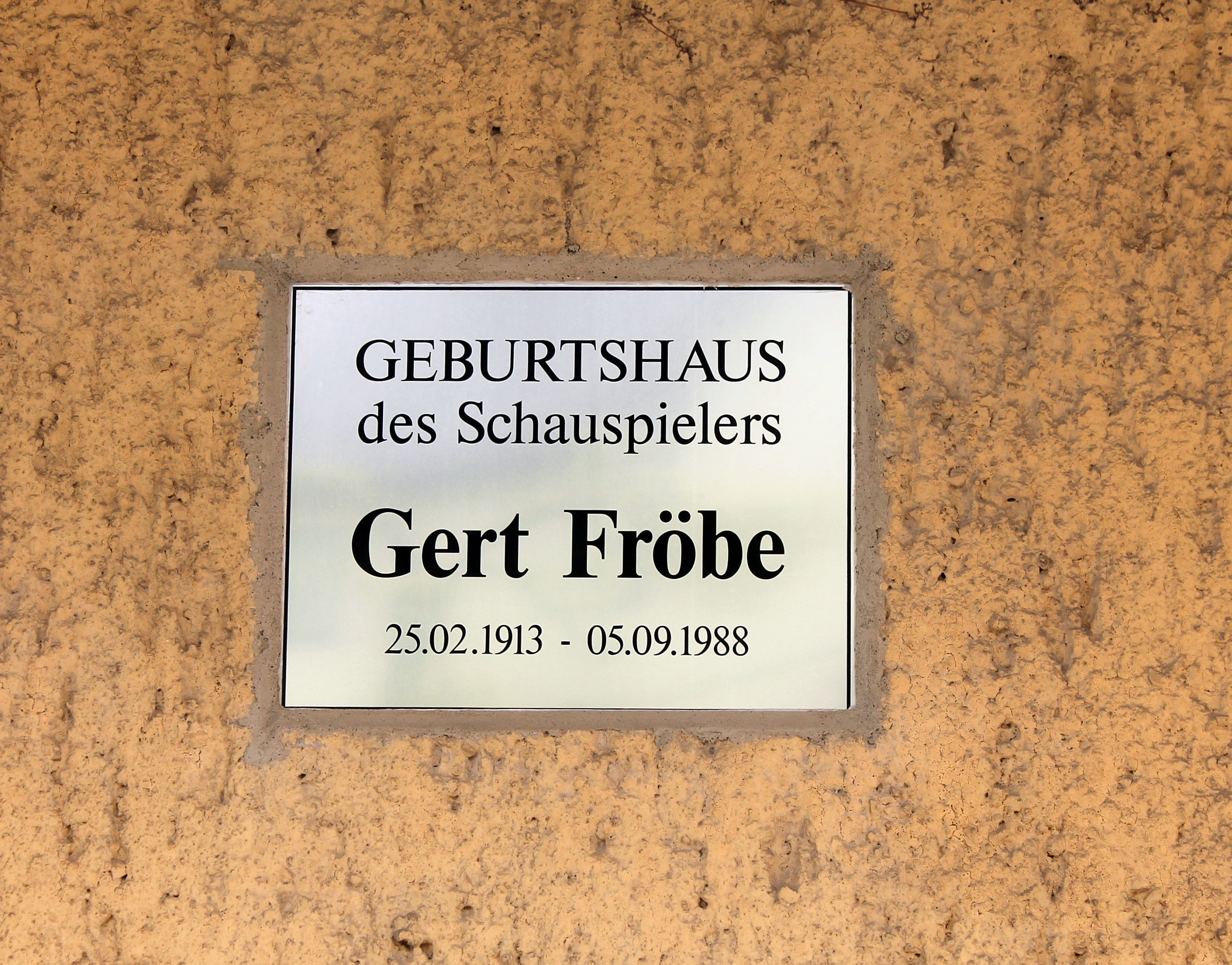
Gedenktafel am Geburtshaus von Gert Fröbe in Oberplanitz.

Gert Fröbe war der Sohn des alkoholkranken Seilermeisters, Lederhändlers und Schusters Otto Johannes Fröbe (1886–1947) und dessen Frau Helene Alma (1884–1972), geb. Sagewitz, die Schneiderin war. Seinem künstlerischen Drang folgend begann er als Kulissenschieber und Handlanger im Stadttheater Zwickau. Nebenbei verdiente er sich Geld als Stehgeiger in Zwickau und Umgebung und wurde wegen seines rötlichen Haarschimmers hier als Dor rode Geicher von Zwigge (Der rote Geiger von Zwickau) bekannt. Dabei entdeckte er sein schauspielerisches Talent. Von 1933 bis 1935 absolvierte er eine Ausbildung zum Theatermaler an der Sächsischen Staatsoper Dresden. Anschließend nahm er Schauspielunterricht und erhielt bald darauf Statisten- und Nebenrollen. Sein Lehrer Erich Ponto war es, der sein komödiantisches Talent erkannte. Fröbe hatte allen Mut zusammengenommen, um Erich Ponto etwas vorzusprechen. Dieser winkte zunächst wegen Fröbes unüberhörbaren sächsischen Dialektes ab, nahm ihn später aber doch als Schüler. Das Vorsprechen des Gert Fröbe kommentierte Ponto mit den Worten: „Mephisto war kein Sachse.“
Er trat 1934 im Alter von 21 Jahren der NSDAP bei und 1937 wieder aus. Als im Herbst 1944 alle deutschen Theater und Bühnen im Rahmen des „totalen Krieges“ schließen mussten, wurde Fröbe zur Wehrmacht abkommandiert, wo er als Sanitätssoldat im Heer bis zum Kriegsende diente.
Nach dem Krieg folgte ein Engagement im Kabarett Der Bunte Würfel in München.
Nach einem Engagement am Deutschen Volkstheater in Wien unter Walter Bruno Iltz wurde er 1948 in der Rolle des „Otto Normalverbrauchers“ in dem Film Berliner Ballade bekannt. Mit zunehmender Körperfülle bediente er im Laufe seiner Filmkarriere und später auch in internationalen Produktionen oft das Klischee des typischen Deutschen, z. B. den zwischen Jovialität und Brutalität schwankenden Uniformträger.
Fröbe beherrschte ein umfangreiches Rollenspektrum, vom schwergewichtigen Komiker bis zum differenzierten Charakterdarsteller. Trotz seines korpulenten Körperbaus war er in der Lage, durch Haltung, Bewegung und Mimik differenzierte Charakterstudien zu erstellen. Er war darüber hinaus ein herausragender Rezitator und setzte auf seinen Rezitations-Tourneen die Werke von Christian Morgenstern, Joachim Ringelnatz, Erich Kästner nicht nur verbal, sondern auch mimisch und gestisch in Szene.
Nach fast 40 deutschsprachigen Filmen spielte Gert Fröbe – neben Heinz Rühmann – 1958 in Es geschah am hellichten Tag nach einer Drehbuchvorlage von Friedrich Dürrenmatt einen Kindermörder. Dieser Film avancierte zu einem Klassiker, in der Rolle des psychisch gestörten Mörders Schrott erlangte Fröbe nachhaltige Berühmtheit. Seine Darstellung beeindruckte auch die englischen Produzenten der James-Bond-Filme, die den Schauspieler 1964 für den dritten Bond-Film James Bond 007 – Goldfinger unter Vertrag nahmen. Hier spielte Fröbe den titelgebenden Schurken Auric Goldfinger, einen sadistischen Größenwahnsinnigen. Der Erfolg des Films machte Fröbe weltweit bekannt und verschaffte ihm zahlreiche Rollen in internationalen Kinoproduktionen. Bereits 1962 war er in einer kleineren Rolle als „Unteroffizier Kaffeekanne“ in dem epischen Kriegsfilm Der längste Tag aufgetreten, in dem auch der spätere Bond-Darsteller Sean Connery zu sehen war (die beiden Schauspieler hatten allerdings keine gemeinsame Szene).
Fröbe musste bei der Bond-Produktion hinnehmen, dass er aufgrund seines starken deutschen Akzents in der Originalfassung von dem englischen Schauspieler Michael Collins synchronisiert wurde. Doch bereits bei seinem nächsten Film, Die tollkühnen Männer in ihren fliegenden Kisten von 1965, war Fröbes Originalstimme auch im englischen Original zu hören. In dieser Komödie spielte er einen deutschen Offizier der wilhelminischen Ära. Ein bedeutender Film dieser Zeit war auch der 1961 produzierte Via Mala nach dem gleichnamigen Roman von John Knittel, wo Fröbe an der Seite von Edith Schultze-Westrum den brutalen Gutsbesitzer „Jonas Lauretz“ verkörperte. Darüber hinaus war Fröbe regelmäßig in französischen Filmen zu sehen, zum Beispiel in Die Nacht der Liebenden (1960), 100.000 Dollar in der Sonne (1964), Der Mann ohne Gesicht (1974) oder Die Sache mit dem Regenschirm (1980).
Nachdem Fröbe in einem Interview mit der Daily Mail 1965 berichtet hatte, dass er 1934 Mitglied der NSDAP geworden sei (aus der er 1937 wieder ausgetreten war), wurden seine Filme in Israel auf den Index gesetzt. Das Verbot wurde jedoch acht Wochen später wieder aufgehoben, als bekannt wurde, dass Fröbe in der Zeit des Nationalsozialismus eine jüdische Familie untergebracht und mit Lebensmitteln unterstützt hatte.

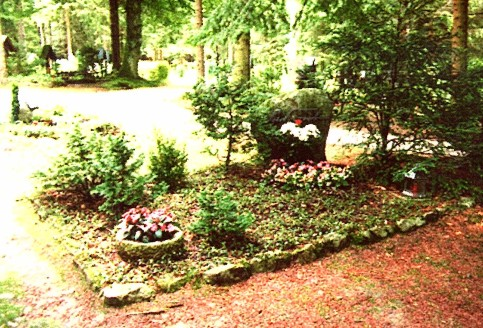
Grabstätte von Gert Fröbe im Waldfriedhof Icking

Gert Fröbe war insgesamt fünfmal verheiratet. Aus seiner ersten Ehe mit Clara Peter stammte sein leiblicher Sohn Utz (1940–2014). Von 1953 bis 1959 war Fröbe mit der Filmkritikerin Hannelore Görtz verheiratet. Seine dritte Ehefrau, die Schauspielerin und Sängerin Tatjana Iwanow, brachte ihren Sohn Andreas Seyferth mit in die Ehe, den Fröbe adoptierte. Mit der RIAS-Journalistin Beate Bach war er von 1962 bis zu ihrem Tod 1968 verheiratet. 1970 ehelichte Fröbe Karin Pistorius, deren Tochter Beate ebenfalls von ihm adoptiert wurde. Anfang der 1970er-Jahre zahlte Gert Fröbe Utz Fröbe und Andreas Seyferth mit jeweils 25 000 Mark aus. Beide Söhne sah er danach nur noch sporadisch.
Seine letzte Fernsehrolle hatte Fröbe in der ZDF-Fernsehserie Die Schwarzwaldklinik. Die Folge „Hochzeit mit Hindernissen“, in der er mitwirkte, wurde erst nach seinem Tod, am 25. März 1989, ausgestrahlt.
Nach jahrelanger Erkrankung an einem Mundhöhlenkarzinom, von dem er wieder genesen schien, starb Gert Fröbe unerwartet 1988 nach einem Rezitationsabend infolge eines Herzinfarkts, den er am Morgen seines letzten Auftritts erlitten hatte. Er wurde auf dem Waldfriedhof in Icking beigesetzt.

## Filmografie

### Kino
- 1942: Wagen Nr. 1 kämpft sich seinen Weg (Kurzfilm)
- 1944/50: Die Kreuzlschreiber
- 1948: Der Herr vom anderen Stern
- 1948: Berliner Ballade
- 1949: Nach Regen scheint Sonne
- 1951: Entscheidung vor Morgengrauen (Decision Before Dawn)
- 1952: Der Tag vor der Hochzeit
- 1953: Ein Mann auf dem Drahtseil (Man on a Tightrope)
- 1953: Salto Mortale
- 1953: Die vertagte Hochzeitsnacht
- 1953: Ein Herz spielt falsch
- 1953: Arlette erobert Paris
- 1953: Hochzeit auf Reisen
- 1953: Die kleine Stadt will schlafen gehn
- 1954: Morgengrauen
- 1954: Das Kreuz am Jägerstein
- 1954: Mannequins für Rio
- 1954: Das zweite Leben
- 1954: Ewiger Walzer
- 1955: Herr Satan persönlich (Mr. Arkadin)
- 1955: Vom Himmel gefallen (Special Delivery)
- 1955: Der dunkle Stern
- 1955: Ich weiß, wofür ich lebe
- 1955: Die Helden sind müde
- 1955: Das Forsthaus in Tirol
- 1956: Ein Mädchen aus Flandern
- 1956: Ein Herz schlägt für Erika
- 1956: Waldwinter
- 1956: Robinson soll nicht sterben
- 1957: Der Mann, der sterben muß (Celui qui doit mourir)
- 1957: Taifun über Nagasaki (Typhon sur Nagasaki)
- 1957: Der tolle Bomberg
- 1957: Das Herz von St. Pauli
- 1957: Kavaliere (Charmants garçons)
- 1957: Polizeiaktion Dynamit (Échec au porteur)
- 1958: Grabenplatz 17
- 1958: Das Mädchen Rosemarie
- 1958: Wolgaschiffer (I battelieri del Volga)
- 1958: Nasser Asphalt
- 1958: Der Pauker
- 1958: Es geschah am hellichten Tag
- 1958: Das Mädchen mit den Katzenaugen
- 1958: Nick Knattertons Abenteuer
- 1959: Jons und Erdme
- 1959: Menschen im Hotel
- 1959: Am Tag, als der Regen kam
- 1959: Und ewig singen die Wälder
- 1959: Der Schatz vom Toplitzsee
- 1959: Alt Heidelberg
- 1959: Ihr Verbrechen war Liebe
- 1960: Das Erbe von Björndal
- 1960: Das kunstseidene Mädchen
- 1960: Soldatensender Calais
- 1960: Die 1000 Augen des Dr. Mabuse
- 1960: Bis dass das Geld Euch scheidet …
- 1960: Die Nacht der Liebenden (Le bois des amants)
- 1960: Der Gauner und der liebe Gott
- 1961: Der grüne Bogenschütze
- 1961: Im Stahlnetz des Dr. Mabuse
- 1961: Via Mala
- 1961: Auf Wiedersehen
- 1962: Der längste Tag (The Longest Day)[14]
- 1962: Die Rote
- 1962: Das Testament des Dr. Mabuse
- 1963: Der Mörder (Le meurtrier)
- 1963: Heute kündigt mir mein Mann
- 1963: Die Dreigroschenoper
- 1963: Heißes Pflaster (Peau de banane)
- 1964: 100.000 Dollar in der Sonne (Centomila dollari al sole)
- 1964: Tonio Kröger
- 1964: Der Boss hat sich was ausgedacht (Echappement libre)
- 1964: James Bond 007 – Goldfinger
- 1965: Sturm über Jamaika (A High Wind in Jamaica)
- 1965: Die tollkühnen Männer in ihren fliegenden Kisten (Those Magnificent Men in Their Flying Machines or How I Flew from London to Paris in 25 Hours 11 Minutes)
- 1965: Das Liebeskarussell
- 1966: Rififi in Paris (Du rififi à Paname)
- 1966: Ganovenehre
- 1966: Brennt Paris? (Paris brûle-t-il?)
- 1967: Spion zwischen zwei Fronten (Triple Cross)
- 1967: Tolldreiste Kerle in rasselnden Raketen (Jules Verne’s Rocket to the Moon)
- 1967: Ich tötete Rasputin (J’ai tué Raspoutine)
- 1968: Caroline Chérie (Schön wie die Sünde) (Caroline chérie)
- 1968: Tschitti Tschitti Bäng Bäng (Chitty Chitty Bang Bang)
- 1969: Monte Carlo Rallye (Monte Carlo or Bust!)
- 1971: Der Millionenraub ($)
- 1973: Ludwig II. (Ludwig)
- 1974: Der Räuber Hotzenplotz
- 1974: Ein Unbekannter rechnet ab (And Then There Were None)
- 1974: Der Mann ohne Gesicht (Nuits rouges)
- 1975: Die Öl-Piraten (Docteur Justice)
- 1975: Mein Onkel Theodor oder Wie man im Schlaf viel Geld verdient
- 1977: Das Gesetz des Clans
- 1977: Das Schlangenei
- 1977: Tod oder Freiheit
- 1978: Der Schimmelreiter
- 1978: Der Tiefstapler
- 1979: Blutspur (Bloodline)
- 1980: Der Regenschirmmörder (Le coup du parapluie)
- 1981: Der Falke

### Fernsehen
- 1973: Morgenstern am Abend
- 1974: Histoires insolites (Fernsehserie, Folge Parcelle brillante)
- 1975: L’homme sans visage (Fernsehserie, 8 Folgen)
- 1975: Alte Hüte aus Wien – Witziges – Spitziges – Spritziges
- 1976: Sonntagsgeschichten, Episode: Seele eines Hundes
- 1976: Die Schuldigen mit den sauberen Händen
- 1979: Noch ’ne Oper
- 1981: Ein sturer Bock
- 1983: Der Garten
- 1983: Der Raub der Sabinerinnen
- 1984: August der Starke
- 1985: Alte Sünden rosten nicht
- 1986: Aus familiären Gründen (Vorlage)
- 1986: Der kleine Vampir (Fernsehserie)
- 1988: Auf ein Neues
- 1989: Die Schwarzwaldklinik (Fernsehserie)[12]

#### Dokumentarfilme
- 1978: Gert Fröbe – Als wär’s heut’ gewesen, ZDF
- 1988: Das Porträt. Kurzfilm. Deutschland, 10 Min., Buch und Regie: Hans Borgelt, Karlheinz Quade Filmproduktion
- 2015: Gert Fröbe – Der Hollywoodstar aus Zwickau. Dokumentarfilm mit Spielszenen, Deutschland, 42:27 Min., Buch und Regie: Christian Schulz, Regie der Spielszenen: Rene Pippig, Produktion: MDR, Reihe: Geschichte Mitteldeutschlands, Erstsendung: 9. August 2015 bei MDR, Inhaltsangabe von MDR.
- 2010: Gert Fröbe. Der Mann mit den tausend Gesichtern. Dokumentation, Deutschland, 43:34 Min., Buch und Regie: Michael Strauven, Produktion: CineCentrum, SWR, Reihe: Legenden, Erstsendung: 16. August 2010 im ARD, Inhaltsangabe der ARD, Besprechung: [15].

## Synchronrolle
Fröbe war auch als Synchronsprecher tätig und synchronisierte Mickey Shaughnessy im Militärdrama Verdammt in alle Ewigkeit.

## Hörspiele
- 1982: Erwin Neuner: David und ich (Karl May) – Regie: Ferdinand Ludwig (Original-Hörspiel – NDR)
- 2011 Komische Verse Audio CD – Hörbuch, von Christian Morgenstern (Autor), Joachim Ringelnatz (Autor), Robert Gernhardt (Autor), Sprecher: Gert Fröbe, Harry Rowohlt, Verlag: Kein & Aber

## Tourneen
- 1981: Beginn der Tournee Morgenstern am Abend im Grenzlandtheater Aachen

## Auszeichnungen
- 1959: Preis der deutschen Filmkritik
- 1961: Ernst-Lubitsch-Preis
- 1961: Preis beim Festival Internacional de Cine de San Sebastián (Bester Darsteller) für Der Gauner und der liebe Gott
- 1966: Bambi
- 1967: Bambi
- 1973: Großes Verdienstkreuz der Bundesrepublik Deutschland[17]
- 1976: Deutscher Kleinkunstpreis Förderpreis der Stadt Mainz
- 1976: Karl-Valentin-Orden
- 1978: Filmband in Gold für langjähriges und hervorragendes Wirken im deutschen Film
- 1982: Bayerischer Verdienstorden
- 1983: Goldene Kamera
- 1985: Silbernes Blatt der Dramatiker-Union

Das American Film Institute stellte eine Liste der 100 besten Schurken der Filmgeschichte auf und wählte die Figur des „Auric Goldfinger“ auf Platz 49.

## Veröffentlichungen
- Gert Fröbe: Morgenstern am Abend, nach Christian Morgenstern, mit Zeichnungen von Hans Pfannmüller, Verlag R. S. Schulz, Percha am Starnberger See 1981.
- Gert Fröbe: Auf ein Neues, sagte er … und dabei fiel ihm das Alte ein: Geschichten aus meinem Leben. Ullstein, Frankfurt/M. / Berlin 1988, ISBN 3-548-20995-5.